# Trausella
Trausella (piemontiul: Trausela) egy olasz község Torino megyében. Lakosainak száma 139 fő.